# Descriptions des arts et métiers
Pour les articles homonymes, voir Description (homonymie).
Descriptions des arts et métiers, faites ou approuvées par Messieurs de l'Académie royale des sciences, est une collection d'ouvrages périodiques sur les métiers artisanaux. Cette colossale entreprise est mise en œuvre à la fin du XVIIe siècle par l'Académie royale des sciences, créée à l'initiative de Colbert, par notamment Gilles Filleau des Billettes, Sébastien Truchet, Jacques Jaugeon et l’abbé Jean-Paul Bignon.
D'abord publiés sous la forme de fascicules (en cahiers non reliés), les éditions originales réimprimées s'enrichissent à partir de 1761 de planches, dessinées et gravées sur cuivre en taille-douce par les plus habiles artistes de la deuxième moitié du XVIIIe siècle : Caffieri[Lequel ?], Pierre Patte, Pierre Claude de La Gardette, Louis-Jacques Goussier, André-Jacob Roubo…

## Histoire éditoriale

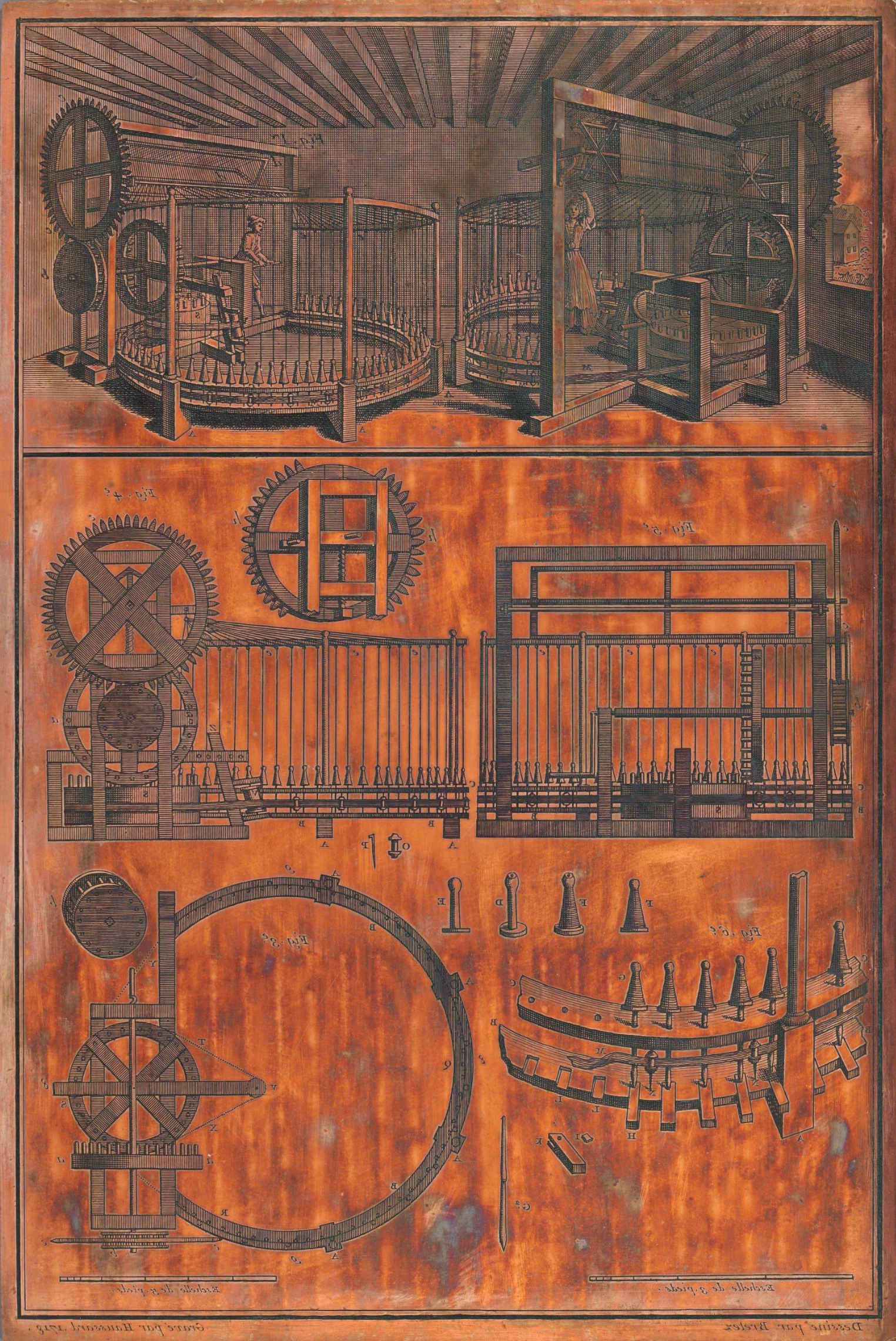
Plaque de cuivre ayant servi à l'illustration des Description des arts et métiers (1761-1789).

À partir de 1709, Réaumur dirige cette collection et rédige lui-même quelques chapitres, mais seuls quelques articles isolés sont publiés sous la forme de cahier broché. À sa mort, en 1757, Duhamel du Monceau reprend la direction de la publication et en fait paraître 27 ou 28 numéros. De nombreux auteurs viennent compléter cette somme qui est produite par les imprimeurs Delatour, Jean Desaint & Charles Saillant à Paris de 1761 à 1782 (voire 1789). 
Plusieurs titres sont repris, entre 1771 et 1783, dans l'édition de Neufchâtel, en format in-4°, supposant que les planches in-f° de l'édition originale ont été réduites, sans doute par pantographe, et regravées sur cuivre. Cette édition a été dirigée par le pasteur et savant suisse Jean Élie Bertrand.

## Rapports avec l’Encyclopédie
Cet ouvrage est concurrencé par l'Encyclopédie ou Dictionnaire raisonné des sciences, des arts et des métiers de D'Alembert et Diderot, qui perd son privilège en 1759 et ne s'achèvera qu'en 1765.
La « concurrence » avec l’Encyclopédie de Diderot et D'Alembert s’est surtout portée sur les planches illustrant les métiers. Or, en novembre 1759, Pierre Patte, qui avait travaillé pour l’Encyclopédie mais l’avait quittée, publie dans L'Année littéraire une violente dénonciation de ce qu’il considérait comme un plagiat des gravures faites (depuis la fin du XVIIe siècle) pour les Descriptions des arts et métiers, mais jusque-là non utilisées. Toutefois, une visite des académiciens dans les locaux des libraires ne permit pas de déceler tant de plagiats, et l’Encyclopédie put faire paraître ses volumes de planches (à partir de 1762).
Mais il est vrai que Diderot et D'Alembert se sont beaucoup servi des planches de l’Académie des sciences.
Néanmoins, de nombreux articles de l'Encyclopédie, qui cite souvent ses sources et vise un public plus large, sont des résumés de rapports publiés, entre autres, par l'Académie royale des sciences, lesquels, ciblant un lectorat scientifique, autrement dit les chercheurs, donnent une description beaucoup plus détaillée des techniques de l'époque.

## Contenu de la collection
Vers 1777, la veuve Desaint, rue du Foin-Saint-Jacques à Paris, imprimait sur une feuille in-4°, avec les prix en livraison brochée, la liste — probablement chronologique — des titres parus et à paraître dans les Descriptions.
- Charbonnier (Duhamel du Monceau)
- Ancres (Réaumur et Duhamel)
- Chandelier (Duhamel)
- Épinglier (Réaumur et Duhamel)
- Papetier (La Lande)
- Fer [sections 1 & 2] (Coutivron et Bouchu)
- Ardoisier (Fougeroux)
- Cirier (Duhamel)
- Parcheminier (La Lande)
- Cuirs dorés (Fougeroux)
- Fer [section 3] (Coutivron et Bouchu)
- Fer [section 4] (Coutivron et Bouchu)
- Cartier (Duhamel)
- Cartonnier (La Lande)
- Teinture en soie (Macquer)
- Fer fondu (Réaumur)
- Chamoiseur (La Lande)
- Tuilier & Briquetier (Duhamel, Fourcroy et Gallon)
- Tonnelier (Fougeroux)
- Raffinage du sucre (Duhamel)
- Tanneur (La Lande)
- Cuivre rouge converti en jaune (Gallon)
- Drapier (Duhamel)
- Chapelier (Nollet)
- Mégissier (La Lande)
- Couvreur (Duhamel)
- Tapis de la Savonnerie (Duhamel)
- Ratine des étoffes de laine (Duhamel)
- Maroquinier (La Lande)
- Hongroyeur (La Lande)
- Chaufornier (Fourcroy)
- Orgues [1e partie] (Bedos de Celles)
- Paumier & Raquetier (Garsault)
- Corroyeur (La Lande)
- Tuilier & Briquetier {supplément] (Jars)
- Meunier, Vermicellier, Boulanger (Malouin)
- Perruquier, Baigneur-Etuviste (Garsault)
- Serrurier (Duhamel)
- Cordonnier (Garsault)
- Instruments de Mathématiques [division des] & Microscope (Chaulnes)
- Charbon de terre [1re partie] (Morand)
- Fil de fer ou d'Archal (Duhamel)
- Menuisier [1re partie] (Roubo)
- Pesches [Traité des, 1re partie, section 1] (Duhamel et La Marre)
- Tailleur (Garsault)
- Orgues [2e et 3e parties] (Bedos de Celles)
- Pesches [Traité des, 1re partie, section 2] (Duhamel et La Marre)
- Pesches [Traité des, 1re partie, suite de la section 2]
- Menuisier [2e partie] (Roubo)
- Brodeur (Saint-Aubin, dessinateur)
- Indigotier (Beauvais de Raseau)
- Charbon de bois [supplément] (Duhamel)
- Colles [Art de faire les] (Duhamel)
- Pesches [Traité des, 1re partie, section 3] (Duhamel et La Marre)
- Menuisier [3e partie, section 1 : Carrossier] (Roubo)
- Pipes à tabac (Duhamel)
- Lingère (Garsault)
- Coutelier [1re partie] (Perret)
- Porcelaine (Communauté de Milly)
- Relieur (Dudin)
- Coutelier en ouvrages communs (Fougeroux)
- Coutelier [2e partie, section 1 : pour chirurgie] (Perret)
- Pesches [Traité des, 2e partie, section 1] (Duhamel et La Marre)
- Menuisier [3e partie, section 2 : Meubles] (Roubo)
- Étoffes de soie [Fabrique des, 1re & 2e parties] (Paulet)
- Plombier-Fontainier (anonyme)
- Potier de terre (Duhamel)
- Distillateur en eaux-fortes (Demachy)
- Coutelier [2e partie, section 2 : pour chirurgie] (Perret)
- Charbon de terre [2e partie, sections 1 & 2] (Morand)
- Pesches [Traité des, 2e partie, section 2 + addition à la section 1] (Duhamel et La Marre)
- Charbon de terre [2e partie, section 3] (Morand)
- Étoffes de soie [Fabrique des, 3e & 4e parties] (Paulet)
- Bourrelier & Sellier (Garsault)
- Peinture sur verre & Vitrier (Le Vieil)
- Menuisier [3e partie, section 3 : Ébéniste] (Roubo)
- Instruments d'astronomie (Le Monnier)
- Étoffes de soie [Fabrique des, 5e partie] (Paulet)
- Menuisier [3e partie, section 4 : Treillageur] (Roubo)
- Amidonnier (Duhamel)
- Savonnier (Duhamel)
- Distillateur-Liquoriste (Demachy)
- Pesches [Traité des, 2e partie, section 3 (début)] (Duhamel)
- Tourneur [1e partie] (Hulot)
- Étoffes de soie [Fabrique des, 6e partie] (Paulet)
- Pesches [Traité des, 2e partie, section 3 (fin)] (Duhamel)
- Criblier (Fougeroux)
- Charbon de terre [2e partie, section 4 (début)] (Morand)

L'ensemble, relié en 28 vol. in-f°, coûtait 900 livres. Broché, il coûtait 700 livres.
Étaient annoncés sous presse, en 1777-1778 :
- Charbon de terre [2e partie, section 4 : fin de l'ouvrage] (Morand)
- Diamantaire (D'Aubenton)
- Etoffes de soie [Fabrique des, 7e partie] (Paulet)
- Forges et fourneaux à fer [Supplément] (anonyme)
- Orgues [4e partie : fin de l'ouvrage] (Bedos de Celles)
- Pesches [Traité des, 3e partie] (Duhamel]
- Poëles [Art de faire les] (Communauté de Milly)
- Tourneur [2e partie] (Hulot)
- Vernisseur (Mitouard)
- Vinaigrier (Demachy)

## Réception
Quelques titres seront réédités en format réduit (parfois après mise à jour) au XIXe siècle dans l'Encyclopédie Roret, puis, vers 1975, en fac-simile au format d'origine, par Léonce Laget, notamment le Roubo et le Dom Bedos. De ce dernier ouvrage, plusieurs éditions en fac-simile, certaines de dimensions réduites, seront faites en Allemagne (Bärenreiter dès 1936, GdO), en Suisse (Slatkine) et — pour les planches seulement, le texte étant traduit — aux États-Unis (traduit par Charles Ferguson) comme en Italie.